# Международна минералогическа асоциация
Международната минералогическа асоциация (на английски: International Mineralogical Association, IMA) е организация с нестопанска цел, създадена през 1958 г.
Сдружението поддържа международното сътрудничество между официалните минералогични общества в 39 държави. Целта му е да стандартизира номенклатурата на над 4000 минерала, известни дотогава и да насърчава развитието на науката минералогия. Освен това дава имена на новооткритите минерали и ревизира при нужда наименованията на съществуващите. Работата му е регламентирана от неговия устав. IMA редовно предоставя информация чрез доклади и новини до Минералогичните национални дружества или групи. Освен това е тясно свързана с Международния съюз за геологически науки (IUGS) и поддържа редовни контакти с неговите поделения. Публикува официални отчети в някои минералогични списания с правила и норми за всички аспекти на номенклатурата на минералите и някои минерални групи.

## Членове
В началото на 2011 г. в IMA членуват националните минералогични организации на следните 39 държави:
- Австралия —- Geological Society of Australia – Specialist Group of Geochemistry, Mineralogy and Petrology (SGGMP)[4]
- Австрия —- Österreichische Mineralogische Gesellschaft (OeMG)[5]
- Аржентина —- Asociación Mineralógica Argentina[6]
- Белгия —- Union Minéralogique de Belgique (UMIBEL)[7]
- Бразилия —- Sociedade Brasileira de Geologia (SBG) [8]
- България —- Българско минералогическо дружество (Bulgarian Mineralogical Society) (BMS)[9]
- Великобритания —- Mineralogical Society of Great Britain and Ireland[10]
- Германия —- Deutsche Mineralogische Gesellschaft (DMG)[11]
- Гърция —- Committee of Economic Geology, Mineralogy and Geochemistry, Geological Society of Greece[12]
- Дания —- Mineralogical Society of Denmark[13]
- Египет —- The Mineralogical Society of Egypt[14]
- Израел —- Israel Geological Society (IGS)[15]
- Индия —- Mineralogical Society of India[16]
- Испания —- Sociedad Española de Mineralogía (SEM)[17]
- Италия —- Società Italiana di Mineralogia e Petrologia[18]
- Канада —- Mineralogical Association of Canada[19]
- Китайска НР —- The Chinese Society of Mineralogy, Petrology and Geochemistry[20]
- Нидерландия —- Koninklijk Nederlands Geologisch Mijnbouwkundig Genootschap (KNGMG)[21]
- Нова Зеландия —- New Zealand Geochemical and Mineralogical Society (NZGeMS)[22]
- Норвегия —- Mineralogisk Gruppe av Norsk Geologisk Forening[23]
- Полша —- Polskie Towarzystwo Mineralogiczne (PTMin)[24]
- Португалия —- Sociedade Geologica de Portugal, Grupo de Mineralogia[25]
- Румъния —- Mineralogical Society of Romania[26]
- Русия —- Российское минералогическое общество (PMO)[27]
- РЮА —- Mineralogical Association of South Africa (MINSA)[28]
- САЩ —- Mineralogical Society of America (MSA)[29]
- Словакия —- Slovenská geologická spoločnosť[30]
- Словения —- Slovensko Geološko Društvo (SGD)[31]
- Узбекистан —- Mineralogical Society of Uzbekistan[32]
- Украйна —- Украïнське мiнералогiчне товариство[33]
- Унгария —- Magyarhoni Földtani Társulat Ásványtan-Geokémai Szakosztály (MFT-AGSz)[34]
- Финландия —- Suomen mineraloginen seura r.y.[35]
- Франция —- Société Française de Minéralogie et de Cristallographie (SFMC)[36]
- Хърватия —- Hrvatsko Geološko Društvo (HGD)[37]
- Чехия —- Česká geologická společnost (ČGS)[38]
- Швейцария —- Schweizerische Mineral und Petrographische Gesellschaft (SSMP)[39]
- Швеция —- Svenska Mineralogiska Sällskapet[40]
- Южна Корея —- Mineralogical Society of Korea[41]
- Япония —- Japan Association of Mineralogical Sciences (JAMS)[42]

## Структура
В началото на 2011 г. към организацията функционират 8 комисии, 5 работни групи и два комитета.
Комисии:
- Приложна минералогия (Applied Mineralogy) (CAM)
- Минерален растеж и повърхностни процеси Mineral Growth and Interface Processes (CMGIP)
- Гемологични материали (Gem Materials) (CGM)
- Минералогични музеи (Museums) (CM)
- Нови минерали, номенклатура и класификация (New Minerals, Nomenclature and Classification) (CNMNC). Тази комисия е създадена през юли 2006 г. чрез сливане на Комисията по нови минерали и минерални наименования (CNMMN), която съществува от 1959 г. и Комисията по класифициране на минералите, по искане на двете комисии. Целта и е да се справя с всички проблеми във връзка с номенклатурата и съществуващите системи за класификация на минералите и да предоставя консултации на минералогичните общности.
- Рудна минералогия (Ore Mineralogy) (COM)
- Физика на минералите (Physics of Minerals) (CPM)

Работни групи:
- Минерални включения (Inclusions in Minerals) (WGIM)
- Минерални равновесия (Mineral Equilibria) (WGME)
- Минералогия на околната среда и геохимия (Environmental Mineralogy and Geochemistry) (WGEMG)
- Състав и еволюция на земните недра (Solid Earth Composition and Evolution)

Съветът на IMA заседава един път годишно, а между две негови заседания въпросите се разглеждат и разрешават от Изпълнителния комитет на IMA. Съветници и служители на комисиите и работните групи се избират по време на Общото събрание на IMA, което се свиква на всеки четири години.

## Награди
През 2006 г. на среща в Давос, Швейцария, Съветът на IMA решава да присъжда награда за високи постижения в минераложките изследвания. Наградата представлява сребърен медал, на чиято лицева страна е изобразено логото на организацията, а на обратната е изписан текстът For Excellence in Mineralogical Research. Присъжда се на всеки две години. Носителят на наградата се избира на база научни постижения, представени главно чрез научни публикации и оригинални изследвания в минералогията. За първи път медалът е връчен през юли 2008 г. на професора от университета на Аризона Charles Prewitt. Вторият носител е канадският кристалограф и кристалохимик проф. Frank C. Hawthorne, който получава медала през юни 2009 г.